# Dryopteris dickinsii
Dryopteris dickinsii là một loài thực vật có mạch trong họ Dryopteridaceae. Loài này được (Franch. & Sav.) C. Chr. miêu tả khoa học đầu tiên năm 1905.